# Puttelange-lès-Thionville
Puttelange-lès-Thionville é uma comuna francesa na região administrativa de Grande Leste, no departamento de Mosela. Estende-se por uma área de 10,67 km². Em 2010 a comuna tinha 1 016 habitantes (densidade: 95,2 hab./km²).